# Легкий танк Виккерс
Vickers Light Tank — наименование серии британских легких (малых) танков времен интербеллума и Второй мировой войны.
Они основаны на танкетке Carden Loyd 1920-х годов и были разработан в 1930-х годах. Танки были очень подвижными и быстрыми даже на пересёченной местности. В результате они широко использовались в 1930-х годах по всей Британской империи, а также в других странах.
Все они весили около пяти тонн и были способны развивать скорость около 50 км/ч по дорогам и около 30 км/ч по бездорожью. Вооружение состояло исключительно из пулемётов Vickers калибра .303 или .50 дюймов. Танки использовали подвеску Хорстмана. Вплоть до модели Mk V у них был экипаж из двух человек — водитель-командир и стрелок. Экипаж Mk V состоял из трех человек — водителя, наводчика и командира, который также помогал с пулеметом.
Они использовались для обучения и очень редко участвовали в боях в составе британских частей, например, в абиссинской кампании 1941 года в составе южноафриканских войск.
Различные модели этой серии выпускались относительно небольшими партиями. Ко времени создания модели Mark V конструкция была более или менее оптимизирована, и последняя разработка этой серии в виде Light Tank Mk VI , была выбрана для программы усиления британской армии в ожидании войны.
Следующие обозначения в последовательности под наименованием «легкий танк» такие как Light Tank Mk VII «Тетрарх» и Light Tank Mk VIII «Гарри Хопкинс» были произведены компанией Vickers, но не имели отношения к серии легких танков от Mk I до Mark VI.

## Разработка

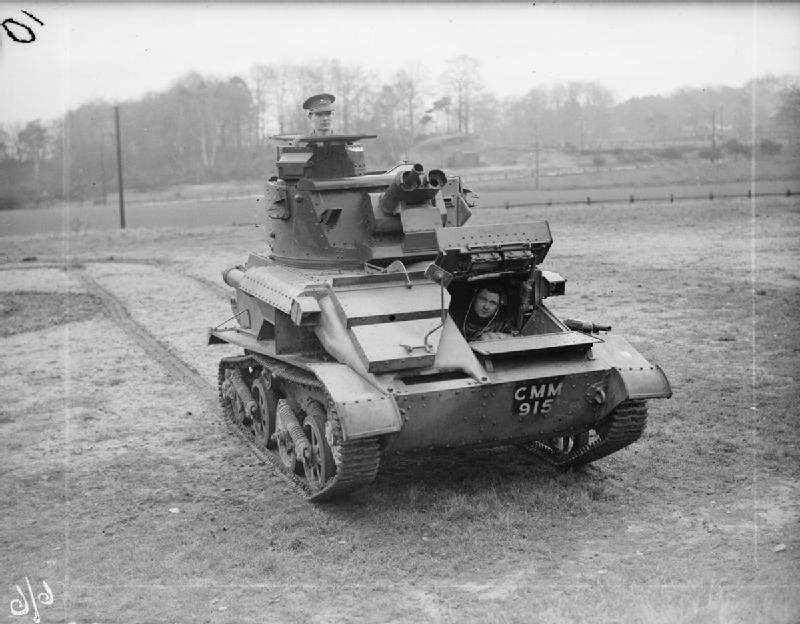
Mk VIA с 7,7- и 12,7-мм пулемётами Виккерс

### Танкетки
После действий «Экспериментальных механизированных войск» в конце 1920-х годов британская армия определила необходимость разработки двух легких гусеничных машин; одна с пулеметом для поддержки пехоты и одна с башней для Королевского танкового корпуса. Танкетка Carden-Loyd стала транспортным средством пехоты, в то же время компания Карден в частном порядке разработала ряд легких двухместных танков. Проект «Carden Mark VII» был принят в качестве прототипа армейского легкого танка. К тому моменту компания Carden-Loyd была частью Vickers-Armstrong. Было построено всего несколько первых легких танков, и, хотя они так и не были выпущены, они дали полезную информацию для последующих разработок.
Машина Mark VII представляла собой небольшую машину с пулеметным вооружением и двигателем Meadows мощностью 59 л. с. (44 кВт), который давал ей максимальную скорость 56 км / ч. Подвеска представляла собой две двухколесные тележки с листовыми рессорами с каждой стороны с внешней балкой для придания прочности подвеске. Считавшаяся разведывательной машиной и мобильной пулеметной позицией, Mark VI была завершающим этапом развития серии танкеток Carden-Loyd. Танкетка Carden-Loyd стала прототипом легкого бронетранспортера Universal Carrier.

## Легкий танк
Компания Carden-Loyd Tractors Ltd в Чертси была основана в начале 1920-х годов Джоном Карденом и Вивиан Лойд. [1] Компания спроектировала и построила танкетки Carden Loyd , разработав конструкцию танкеток Mk I, II и III, а также двухместных танкеток Mk IV и V. Все они были построены в небольшом количестве, но имели определенный потенциал. Таким образом, компания Vickers-Armstrong, образованная в 1927 году в результате слияния Vickers Limited с Armstrong Whitworth & Co Ltd., купила компанию Carden-Loyd Tractors в марте 1928 года. [1]
Карден и Лойд продолжили разработку своих танкеток в Vickers Armstrong, в конечном итоге создав свою самую известную конструкцию — танкетку Carden Loyd Mk VI. Было произведено несколько сотен эксемпляров и экспортировано в 16 стран. Многие иностранные модели танкеток, разработанные позже, были вдохновлены танкеткой Mk VI.
Карден и Лойд также разработали легкие танки и первый в мире плавающий танк, несколько легких артиллерийских тягачей и носителей оружия, в том числе в 1934 году модель D50, прототип универсального малого бронетранспортера.
В 1928 году фирме Vickers было поручено построить новый танк Mk.I, и в октябре 1929 года прототипы уже были в наличие. [3] Пять прототипов Mk.I были созданы на базе танкетки Carden-Loyd Tankette Mk VIII. Четыре из пяти прототипов Mk.I получили идентификационные номера от A4 E2 до A4 E5.

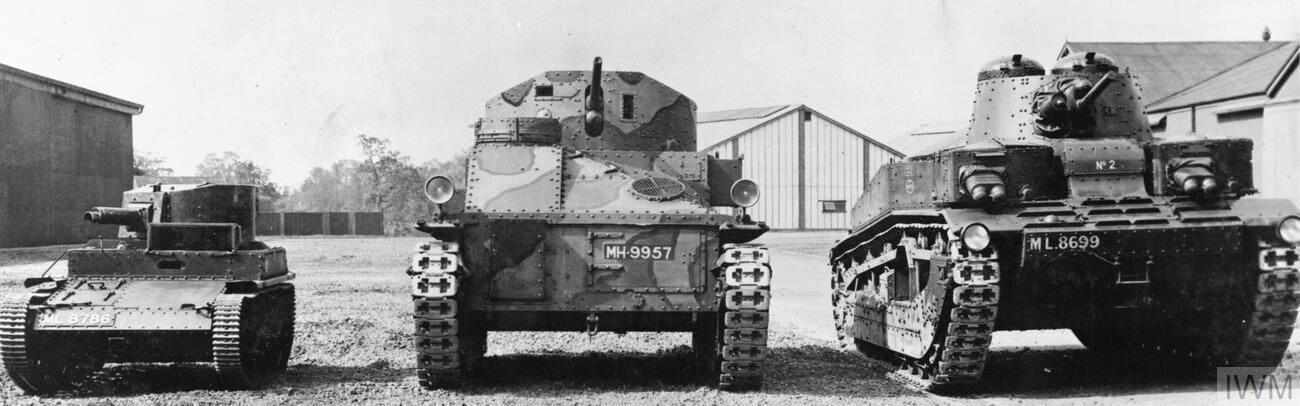
Слева направо: легкий танк Mk.I (A4 E4), средний танк Mk.II, средний танк Vickers A6E2.

У A4 E2 была бронированная башня, аналогичная бронеавтомобилю Crossley D2E1/D2E2. Два пулемета .5 Vickers MG имели ленточное боепитание, и в башне имелось место для хранения 4 патронных лент. A4 E4 был модернизирован с использованием пружинной подвески типа Хорстмана и получил фрикционные демпферы на передней и задней осях [4] . A4 E5 был модифицирован так же, как A4E4, но дополнительно получил «ножничную» подвеску, которая, как сообщается, не требовала амортизаторов. Все работы по этим машинам были остановлены в январе 1933 года.
Машины получили базовый зеленый камуфляж и черные номерные знаки с белыми буквами. Номер модели был размещен белым цветом на левой стороне.

## Легкий танк Mk.IA
Визуально Mk.IA отличался в первую очередь формой корпуса, позволявшей лучше разместить экипаж из двух человек. Броня состояла из броневых листов толщиной 9 мм, прикрепленных болтами к угловому каркасу из мягкой стали . Водитель сидел впереди слева, командир/наводчик сзади в боевом отделении. Двигатель Meadows, который использовался в вариантах Mk.I, был установлен с правой стороны ведущего и боевого отделения и приводил в движение дифференциал через сухое однодисковое сцепление. Радиатор располагался в задней части двигателя, а охлаждающий воздух отводился через вентиляционные отверстия на задней панели корпуса. В подвеске имелось по четыре обрезиненных колеса диаметром 50 см имеющих по шесть спиц. Выравнивание осуществлялось натяжителем на последнем опорном катке. Несущими катками служили три отдельных малых обрезиненных катков.

## Легкий танк Vickers Mark IA (A4E8)
Разработка этой серии танков была довольно сложным и длительным процессом. Первые четыре Mk.IA имели ту же башню, что и Mk.I. Пятый, однако, имел новую и более крупную башню, вооруженную пулеметами калибра .303 вместо пулемета калибра .5. Они были устроены так, чтобы углы возвышения были синхронизированы, чтобы обеспечить как наземные, так и зенитные возможности. Такая компоновка позволяла разместить два пулемета в сравнительно небольшой башне.
Некоторые источники утверждают, что все пять танков изначально были построены с листовыми рессорами, четыре из которых были модифицированны в подвестку типа Хорстманна к 1931 году.
A4E6 был доставлен в сентябре 1930 года. Двигатель типа Meadows был заменен в период с февраля по август 1934 года на дизельный двигатель Ricardo S65/4 . Машина была разобрана в апреле 1935 года. Камуфляж машины представлял собой четырехцветную камуфляжную схему, состоящую из пятен песочного, серого и зеленого цветов с черной каймой. A4E7 был доставлен в октябре 1930 года и оснащен подвеской Хорстманна с винтовыми пружинами в марте 1931 года и дизельным двигателем Ricardo в феврале 1932 года. В 1934 году машину разобрали. A4E8 был построен с подвеской Хорстманна в октябре 1930 года и отправлен в Египет в январе 1934 года. A4E9 был собран в октябре 1930 года и отправлен в Египет в феврале 1934 года. A4E10 был поставлен в ноябре 1930 года с башней, вооруженной двумя пулеметами. Новую подвеску установили в феврале 1932 г., но неизвестно какую именно. Его отправили на испытания в январе 1935 года.
Используемый дизельный двигатель Ricardo имел диаметр цилиндра 121 мм и ход поршня 140 мм, что давало рабочий объем 6412 см³ при мощности 70 л. с. при 1900 об/мин. К этому двигателю была прифланцована коробка передач Dorman (три передачи вперед, одна передача назад). Визуально танки с двигателями Ricardo можно было отличить от танков с двигателями Otto по более крупному глушителю. Mk.IA имел значительно увеличенную боевую массу 4,43 т и максимальную скорость по шоссе 48 км/ч.

## Производство

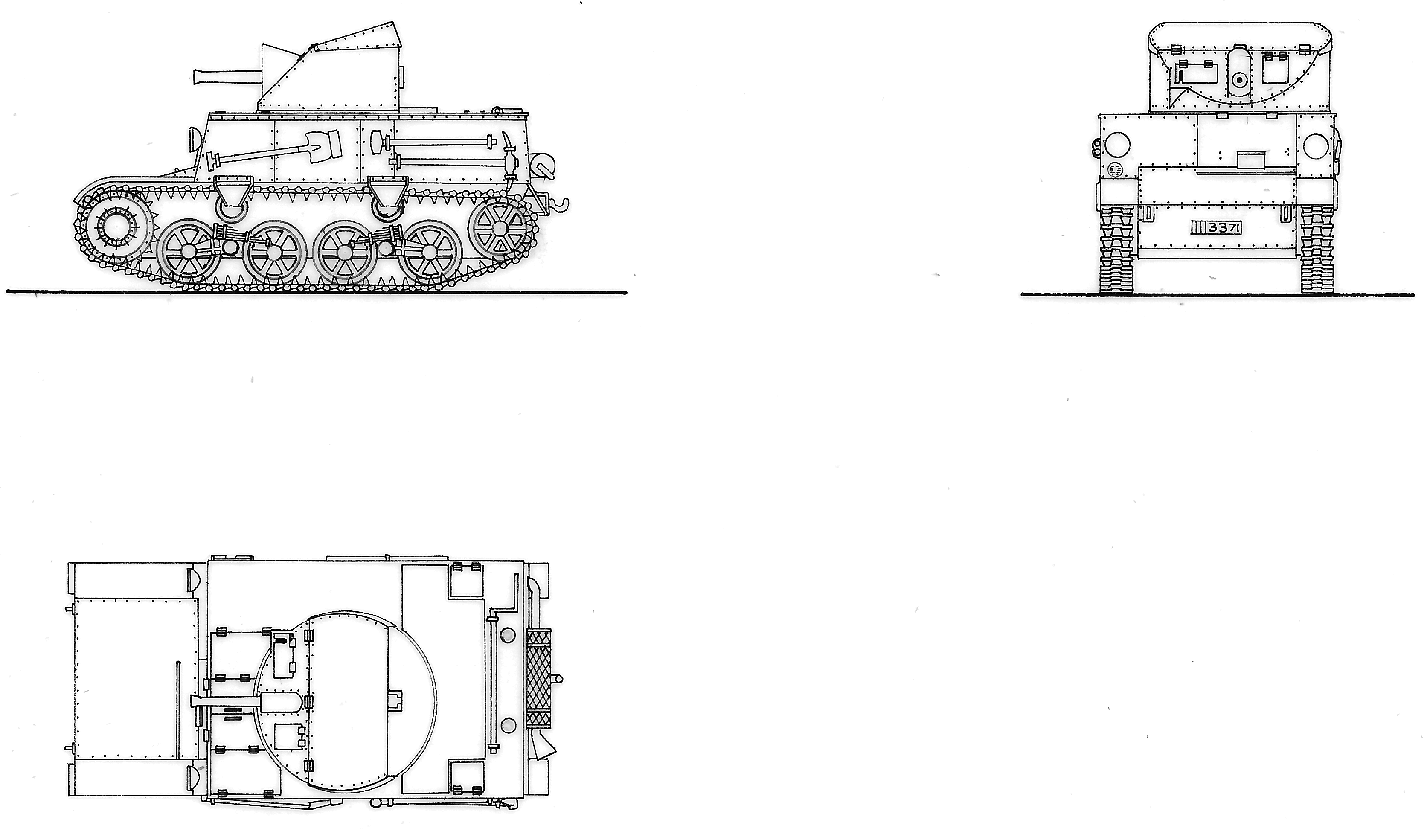
Экспортный вариант Т-13

## Варианты
- Mk II (лёгкий танк)
- Mk.III (лёгкий танк)
- Mk.IV (лёгкий танк)
- Mk.V (лёгкий танк)
- Mk VI (лёгкий танк)